# Terapeutisk dos
Terapeutisk dos av läkemedel är en adekvat och rättfärdigad dos som ger tillfredsställande effekt. Behandlande läkare bör följa upp patienten under hela behandlingstiden. Läkaren (och i viss mån patienten) ska sträva efter att en så låg dos läkemedel som möjligt används, men som ändå ger tillfredsställande behandlingsresultat.